# Adam Wilhelm Moltke
Adam Wilhelm Moltke (Krogsbølle Sogn, 25 de agosto de 1785 – Copenhague, 15 de fevereiro de 1864) foi um político da Dinamarca. Ocupou o cargo de primeiro-ministro da Dinamarca.